# 창녕 WFC
창녕 WFC(Changnyeong Women's Football Club)는 대한민국 경상남도 창녕군에 있는 축구 선수단이다. 창녕 WFC가 운영하는 여자 세미프로 축구단이며, 2018년 2월에 창단되었다. 경상남도 창녕군을 연고지로 하여 현재 WK리그에 참가하고 있다.

## 선수 명단
| NO. | 포지션 | 국적         | 이름            | 생년월일         | 전 소속              |
| --- | ------ | ------------ | --------------- | ---------------- | -------------------- |
| 1   | GK     | 대한민국     | 최예슬          | 1997년 3월 12일  | 강원도립대           |
| 4   | MF     | 대한민국     | 윤희선          | 1998년 9월 7일   |                      |
| 6   | MF     | 대한민국     | 이지민          | 1998년 9월 15일  |                      |
| 7   | MF     | 대한민국     | 최미래          | 1992년 9월 23일  |                      |
| 8   | MF     | 대한민국     | 장혜원          | 1998년 6월 10일  |                      |
| 9   | MF     | 대한민국     | 박지영          | 1988년 5월 12일  | 구미-세종 스포츠토토 |
| 10  | FW     | 코트디부아르 | 이네스          | 1993년 10월 1일  |                      |
| 11  | DF     | 일본         | 야스모토 사와코 | 1990년 7월 6일   |                      |
| 13  | DF     | 대한민국     | 서민아          | 1998년 1월 17일  |                      |
| 14  | FW     | 일본         | 기류 나나세     | 1989년 10월 31일 | 오카야마 유누고 벨레 |
| 15  | MF     | 대한민국     | 임희은          | 1996년 12월 29일 |                      |
| 16  | FW     | 대한민국     | 최은지          | 1998년 10월 26일 |                      |
| 17  | MF     | 대한민국     | 송지윤          | 1997년 6월 16일  |                      |
| 18  | DF     | 대한민국     | 윤선영          | 1997년 9월 1일   |                      |
| 19  | FW     | 대한민국     | 고민정          | 2001년 5월 14일  |                      |
| 20  | DF     | 대한민국     | 정예지          | 1992년 7월 14일  |                      |
| 22  | DF     | 대한민국     | 이나리          | 2001년 3월 14일  |                      |
| 23  | DF     | 대한민국     | 신나영          | 1999년 11월 9일  |                      |
| 24  | GK     | 대한민국     | 장민영          | 1993년 9월 2일   |                      |
| 25  | MF     | 대한민국     | 최예슬          | 1998년 12월 24일 | 인천현대제철         |
| 26  | FW     | 대한민국     | 강지은          | 2001년 11월 15일 |                      |
| 27  | DF     | 대한민국     | 김소영          | 2000년 6월 15일  |                      |
| 28  | MF     | 대한민국     | 김세영          | 2001년 5월 13일  | 강원도립대           |
| 31  | GK     | 대한민국     | 김경희          | 2003년 3월 17일  |                      |

## 지도자
- 감독 : 김철웅
- 코치 : 박승민
- GK 코치 : 최무림

### 역대 감독
- 1대 : 신상우 (2018~2021)
- 2대 : 김철웅 (2022~현재)